# Archimylacris
Archimylacris war ein im Oberkarbon (genauer: vor 300 Millionen Jahren) lebender Arthropode. Er zählte zu den ersten und primitivsten Schaben. Die Gattung wird der von Anton Handlirsch 1906 aufgestellten Familie Archimylacridae zugeordnet, deren systematische Stellung in der Stammgruppe der Schaben unsicher ist.

## Merkmale
Archimylacris erreichte etwa drei Zentimeter Gesamtlänge. Wie seine heute lebenden Verwandten hatte er einen Kopfschild mit Fühlern und faltbare Flügel.

## Lebensweise
Archimylacris eggintoni lebte im prähistorischen England, das im Oberkarbon von dichten Wäldern besiedelt war. Es existierte eine große Artenvielfalt in diesen Wäldern, und Insekten wie Archimylacris hatten sich weit verbreitet. Sie lebten am Waldesboden und fraßen kleine Pflanzen, Insekten und Aas. Sie selber mussten sich vor Jägern wie Meganeura oder primitiven Amphibien in Acht nehmen.

## Belege